# Usipeter
Usipeter (usiper)  var en germansk folkstam som vid tiden före Kristi födelse bodde vid norra Rhen på gränsen till nuv. Holland enligt Tacitus, för att något senare flytta något söderut, söder om Teutoburgerskogen. De tillhörde den istaevonska folkgruppen. De var ett av de folk som följde cheruskernas hövding Ariovistus in i Gallien år 70 f.Kr. men som sedan besegrades av Caesar år 58 f.Kr. och tvingades återvända.
År 16 f.Kr. lyckades dock sugambrerna tillsammans med usipeter och tenkterer att besegra en romersk här på galliskt område. Efter att den romerske härföraren Drusus besegrat västgermanerna år 9 f.Kr., så krävde kejsar Tiberius en mängd krigsfångar från de upproriska folkstammarna, och 40 000 överfördes dessutom till Gallien.
Efter att germanerna besegrats på nytt år 15 e.Kr. efter Arminius uppror, så intogs hela Germanien fram till floden Elbe. Området öster om Rhen tömdes och folket tvångsförflyttades, bl.a. usipeterna, tenktererna och tribanterna.
Efter den romerska freden till c:a 200 e.Kr. har germanerna organiserat om sig i större mäktigare folkgrupper, och usipeterna har liksom sina istaevonska grannfolk och flera svebiska stammar gått upp i främst alemannerna.